# Déclin de Détroit

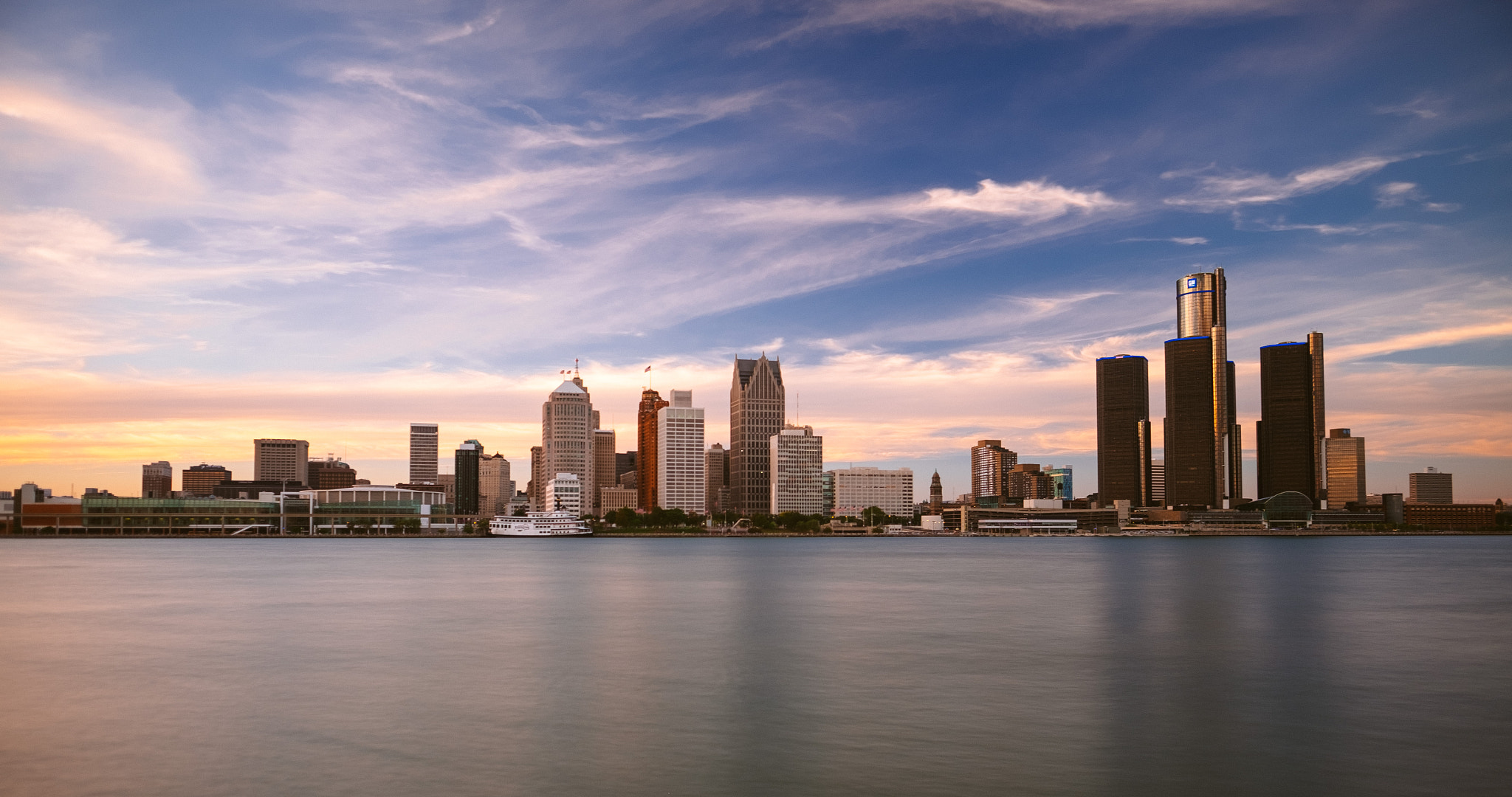
Vue sur les gratte-ciel de Détroit en 2015.

Le déclin de Détroit désigne une période de déclin économique, industriel et démographique de Détroit, principale ville de l'État américain du Michigan. Cette ville, historiquement spécialisée dans la construction automobile incarnée par trois des principales marques américaines, Ford, General Motors et Chrysler surnommées les « Big Three », doit faire face à une importante désindustrialisation depuis la seconde moitié du XXe siècle, qui se poursuit au début du XXIe siècle. Les raisons de ce déclin sont multiples et s'alimentent entre elles.
L'un des principaux éléments déclencheurs est le choc pétrolier de 1973, puis celui de 1979, qui affectent lourdement la compétitivité des voitures américaines très consommatrices de carburant, au profit de leurs concurrentes allemandes et japonaises. Parallèlement, l'explosion de l'insécurité qui commence par des émeutes raciales dans les années 1960, puis qui s’accroît avec la hausse du chômage et de la pauvreté, détériore l’attractivité de la ville pour les investisseurs. Enfin, la crise des subprimes de 2008, qui affecte lourdement l'industrie automobile américaine à l'image de General Motors qui, au bord de la faillite, a dû être nationalisé, alors qu'un troisième choc pétrolier a lieu la même année.
Le déclin économique et industriel de Détroit provoque un déclin encore plus inédit, social et démographique, avec une population passant de 1,8 million d'habitants en 1950 à environ 640 000 en 2020, et plus de la moitié des résidents restants étant sans emploi. La désindustrialisation et le déclin de la population active provoquent un effondrement des recettes fiscales, et par conséquent une forte dégradation des infrastructures et des services publics.
En 2013, Détroit, endettée à hauteur de 18 milliards de dollars, se déclare officiellement en faillite, devenant la plus grande ville américaine à connaitre cette situation.

## Histoire industrielle de Détroit

### De 1900 à la Seconde Guerre mondiale: une croissance fulgurante, mais fragile

#### Une croissance fulgurante
Au début du XXe siècle, la ville de Détroit qui était une ville industrielle diversifiée de second rang, devient une capitale industrielle, rapidement considérée comme le symbole de prospérité et du « rêve américain ». Pour des raisons multiples, comme la proximité de gisements de charbon et de fer, les réseaux de transports qui la relient bien au reste du pays, et la disponibilité de grands terrains bon marché, les principaux pionniers de l'industrie automobile américaine, Henry Ford, William Crapo Durant, Walter Chrysler et Louis Chevrolet y implantent leurs usines. Au total, plusieurs dizaines de compagnies automobiles se lancent dans la région des Grands Lacs à cette période, mais seules trois d'entre elles, Ford, General Motors et Chrysler surnommées les « Big Three », atteignent une taille critique et éliminent la concurrence. L'usine Ford de Détroit ouvre ses portes en 1903, et sa première Ford modèle A en sort en juillet de la même année. La société Général Motors est fondée en 1908. et Chrysler en 1925.

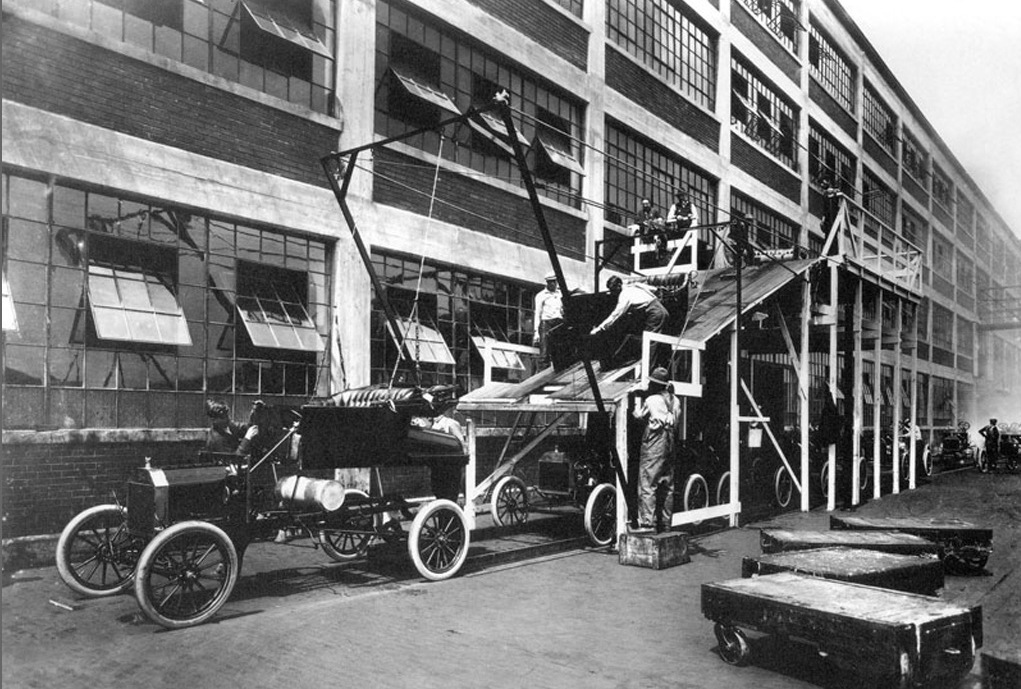
Ligne d’assemblage des Ford T en 1913. Une balancelle permet de présenter un sous-ensemble provenant d’un étage supérieur au poste de travail où il est ensuite monté sur le véhicule.

Ford implante à Detroit une deuxième usine, connue pour être le lieu de naissance de la Ford T, et entre 1908 et 1927, près de 15 millions de voitures de ce modèle sortent de ses chaînes de production, assurant sa renommée à la ville. Le travail à la chaîne instauré par l'entreprise permet de baisser le prix de production de la voiture : en 1910, le modèle T passe sous les 1 000 dollars, puis sous les 350 dollars vers la fin des années 1920.
C'est à cette époque (1914) qu'Henry Ford décide de rémunérer ses ouvriers avec un salaire de cinq dollars par jour, soit plus du double du montant moyen, pour se rendre davantage attractif de la main-d'œuvre que ses concurrents, mais aussi pour encourager ses travailleurs à acheter eux-mêmes les produits de leurs usines. La croissance économique de la ville provoque un afflux important de populations pauvres en recherche d'emplois, plus d'un million d'arrivées au total, encouragé par les patrons à l'instar d'Henry Ford. Ces populations sont grande partie composées d'Afro-Américains du sud du pays, et d'immigrés européens (principalement irlandais, allemands, italiens et polonais), mexicains ou dans une moindre mesure, libanais.
Dans les années 1930, la ville est frappée par la grande dépression, pendant laquelle les effectifs de Ford chutent de 71 % entre 1929 et 1931, mais l'industrie automobile de la ville s'en sort en grâce au plan de relance dit « new deal » du Président Franklin Roosevelt.

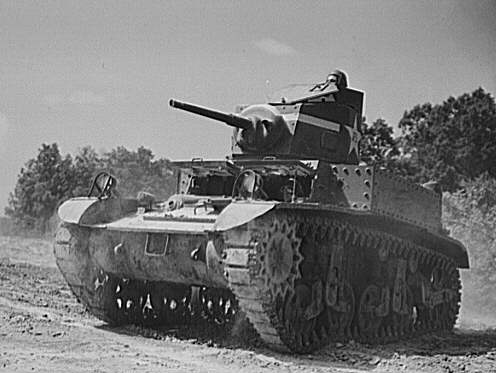
Char d’assaut M3 à Fort Knox en 1942.

Pendant la Seconde Guerre mondiale, la production des automobiles commerciales est stoppée et remplacée par des chars de combat M5 Stuart, des Jeeps militaires, et des bombardiers B-24 pour l'usage des Alliés. Pour sa contribution importante à l'industrie de guerre, Détroit gagne, à l'instar d'autres grandes villes industrielles américaines comme Chicago, Cleveland, New York, Philadelphie et Pittsburgh, le surnom d'« arsenal de la démocratie ». Après la Seconde guerre mondiale, les États-Unis, vainqueur du conflit dont le territoire est épargné contrairement à l'Europe, à la Russie et au Japon, s'imposent comme une puissance économique et industrielle majeure dans le monde. Dans les années d'après-guerre, l'industrie automobile américaine presque exclusivement localisée à Détroit emploie près de 300 000 personnes.

#### Une croissance qui porte en elle les causes du futur déclin
Si Détroit connait une croissance fulgurante pendant toute la première moitié du XXe siècle, les causes de cette croissance portent en elles les raisons de son futur déclin :
- le développement précoce et rapide de son industrie automobile au début du XXe siècle s'avère être un handicap à la fin de celui-ci. En effet, les industries automobiles de Détroit se structurent à une époque de boom pétrolier aux États-Unis depuis la fin du XIXe siècle, et les constructeurs n'anticipent pas les hausses du prix du pétrole dans la conception de leurs moteurs particulièrement « énergivores »[6]. En outre, dans la deuxième moitié du XXe siècle, l'ancienneté et la taille de ces usines rendent difficiles les innovations techniques et organisationnelles nécessaires à leur adaptation face au risque d'obsolescence, contrairement à leurs concurrentes d'après-guerre allemandes et japonaises[8] ;
- la concentration de l'activité économique de la ville autour de trois groupes industriels rend la majorité des emplois très dépendante du niveau d'activité de leurs usines, les ouvriers, et les commerçants qui dépendent de leur consommation[1]. Ainsi, lorsque celles-ci connaissent des difficultés qui les poussent à licencier une partie de leurs salariés, ces derniers sont souvent contraints de quitter la ville faute d'emploi dans d'autres secteurs, provoquant un déclin démographique en plus du déclin industriel[1] ;
- les salaires élevés proposés par Henry Ford sont attractifs pour les travailleurs, mais sur le long terme, désavantagent la compétitivité-prix de ses usines par rapport à celles de la Sun Belt ou étrangères européennes et asiatiques (cette concurrence étant encore inexistante au début du XXe siècle)[6]. En outre, ces niveaux de salaire ont pour but de donner les moyens aux ouvriers d'acheter eux-mêmes les voitures qu'ils produisent, et d'augmenter ainsi les débouchés de leur usine[7]. En cas de crise, l'activité de cette dernière, alors dépendante du marché local, est entraînée dans un cercle vicieux : son ralentissement provoque un appauvrissement de la population, faisant baisser la demande locale, et donc sa production[6] ;
- l'arrivée de travailleurs Afro-Américains venus du sud du pays, et étrangers, divise la population de Détroit en communautés cohabitant difficilement à l'époque de la ségrégation raciale. Henry Ford fait ces choix de recrutement en connaissance de cause, en comptant sur le fait qu'une animosité entre ses salariés les dissuadera de se regrouper pour avoir des revendications[7]. Mais cette situation crée dans la ville un climat de tension susceptible de dégénérer en affrontement ou en émeutes[2].
- enfin, les multiples vagues migratoires pendant la première moitié du XXe siècle provoquent un étalement urbain rapide et incontrôlé qui s'avère à long terme être un handicap pour la ville où il est difficile d'organiser des services publics efficaces comme les transports en commun[6].

### Déclin depuis les années 1950
En 1956, l'usine d'automobiles de luxe de Packard est la première à mettre un terme à sa production dans le Michigan à la suite de sa fusion avec Studebaker pour devenir « Studebaker-Packard Corporation », dont le siège est dans l'Indiana. La même année à Détroit, deux autres constructeurs automobiles indépendants, Hudson et Kaiser-Frazer, ferment leurs portes.

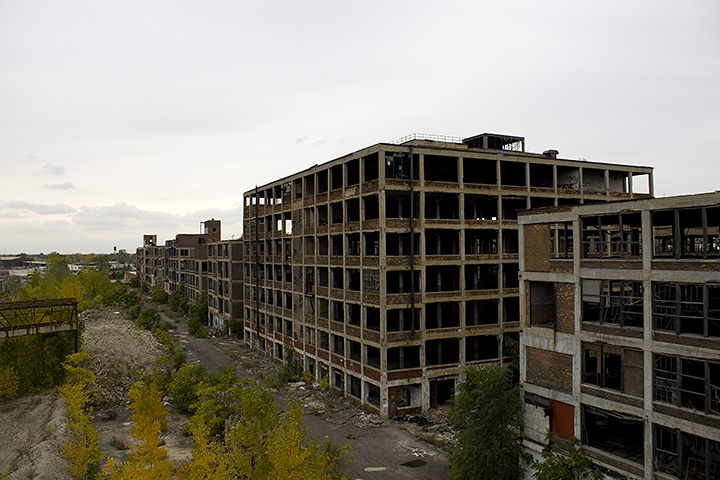
Ancienne usine du constructeur automobile Packard à Détroit.

Moins de dix ans plus tard, dans un contexte de manifestations anti-ségrégationnistes, de violentes émeutes raciales éclatent à Watts, un quartier de Los Angeles, amorçant une série de révoltes urbaines aux États-Unis : 43 en 1966, 164 en 1967, et des centaines après l’assassinat de Martin Luther King en 1968. De 1965 à 1968, il y a environ 225 morts, 4 000 blessés et 112 millions de dollars de dégâts matériels. À Détroit, des émeutes éclatent pendant cinq jours en juillet 1967 et font 43 morts, dont 33 Afro-Américains. Elles prennent fin à la suite de l’envoi des chars de l’armée fédérale, laissant la ville en ruine, et contribuant à en affecter durablement la sécurité et l'attractivité.
Quelques années plus tard, en 1973 et 1979, les deux chocs pétroliers amorcent un déclin de l'industrie automobile américaine au profit des constructeurs japonais de petites voitures à bas coût, et les constructeurs allemands de berlines de luxe. Pour faire face à cette concurrence, les constructeurs américains délocalisent vers l'étranger d'une partie de leur outil industriel pour baisser les coûts, et pénétrer les marchés étrangers en vendant directement sur place la production. Leurs usines restantes à Détroit sont elles automatisées pour réduire les besoins de main d'œuvre, et donc les coûts de production. Ainsi, les conséquences de cette concurrence internationale sont rapides et dévastatrices pour l'emploi dans l'industrie automobile américaine.

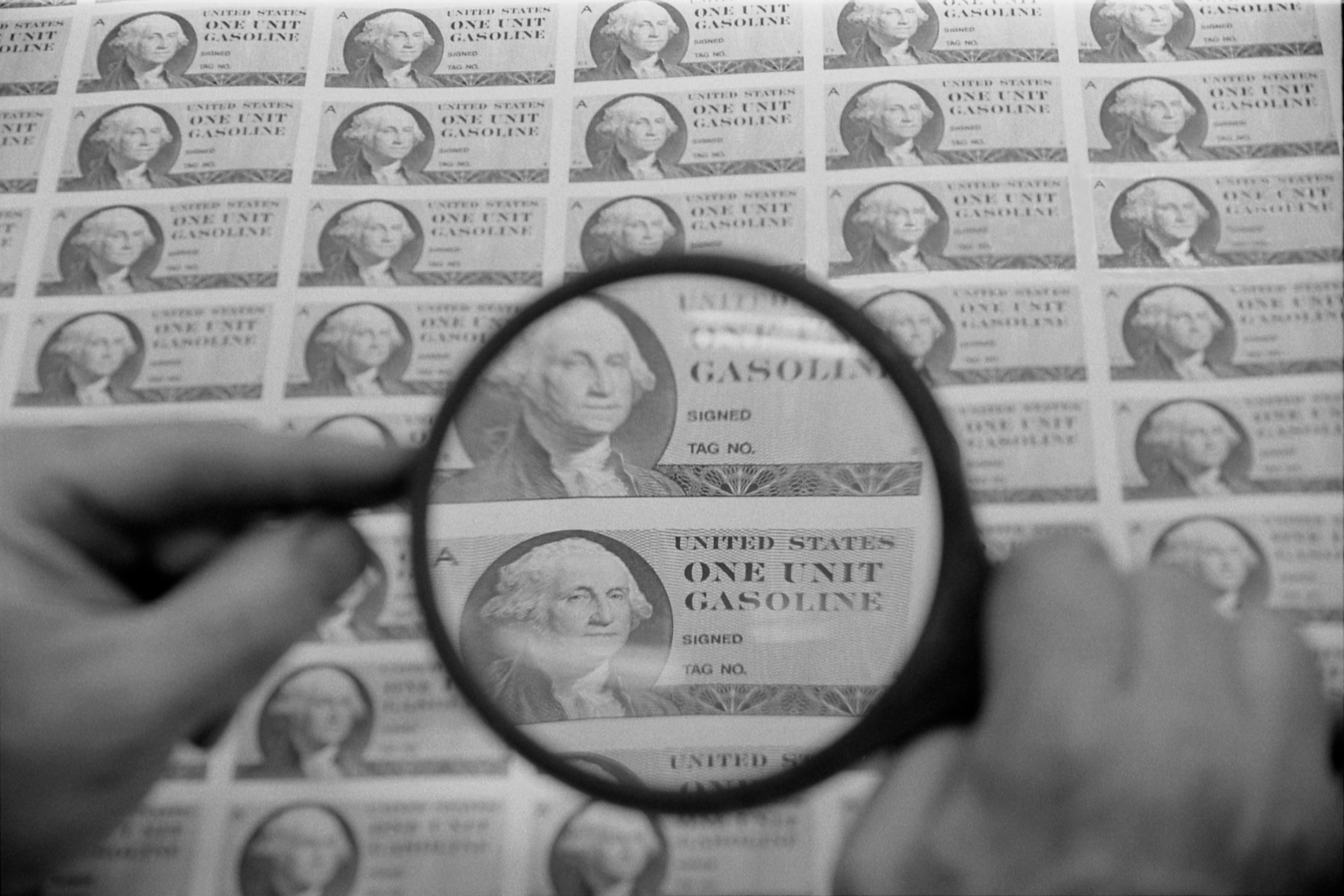
Des tickets de rationnement d’essence aux États-Unis, lors du premier choc pétrolier de 1973.

Rien qu'entre 1979 et 1982, celle-ci, encore principalement concentrée à Détroit, perd près de 250 000 emplois ouvriers, tandis que les syndicats de Ford sont acculés à accepter, pour la première fois de leur histoire, le blocage des salaires. Dix ans plus tard, en 1991, les Big Three cumulent un déficit record de 7,6 milliards de dollars, tandis que la régression des voitures américaines en circulation aux États-Unis atteint 11,2 %, tandis que le nombre d'ouvriers dans l’industrie automobile passe sous la barre des 100 000.
En 2008, la crise des subprimes aggrave les difficultés économiques des populations de la ville, avec une augmentation du nombre de ménages insolvables. La même année, un troisième choc pétrolier alimenté par une diminution des stocks de brut américains et une chute du dollar américain, fait passer en juillet le prix mondial du baril au dessus du niveau historique dépassant 140 dollars. Dans la foulée de cette crise, les Big Three annoncent la fermeture de 59 usines en janvier 2009 pour faire face à la chute brutale de leurs ventes. Sur l'ensemble de l'année 2009, la production de l'État du Michigan atteint son plus bas historique à 1,1 million de véhicules, soit à peine 10 % des ventes aux États-Unis cette année-là.

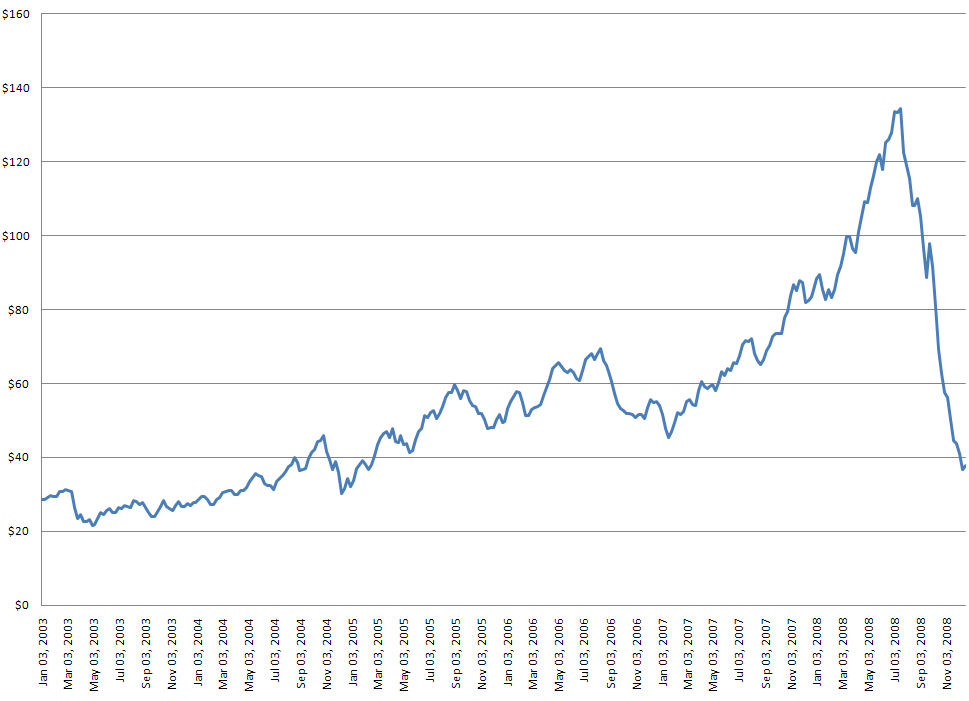
Evolution du prix du baril de pétrole entre 2003 et 2008.

En mars 2013, le gouverneur de l'État du Michigan, Rick Snyder, entame une procédure de mise sous tutelle de la ville qui, endettée à hauteur de 18 milliards de dollars, se déclare en faillite en juillet, devenant la plus grande ville américaine à connaitre cette situation. Détroit ne compte alors plus que 25 000 emplois dans l'industrie automobile, soit douze fois moins que dans les années florissantes d'après-guerre.

## Analyse

### Causes

#### Causes industrielles
La première cause du déclin de la ville de Détroit est de nature industrielle, la principale force de la ville étant aussi sa principale faiblesse : sa totale dépendance à son industrie automobile pour son économie. À partir de la fin des années 1960, les émeutes raciales, les chocs pétroliers, et la concurrence internationale obligent les constructeurs américains à diversifier leurs outils de production, ainsi que leurs localisations.
Selon le sociologue spécialiste du travail et de l’entreprise Jean-Pierre Durand, non seulement les voitures américaines étaient plus consommatrices de carburant que celles fabriquées par des entreprises étrangères concurrentes, mais elles étaient aussi plus complexes à fabriquer, nécessitant des chaines de montage plus longues, et donc des coûts de fabrication plus élevés. Dans les années 1980, les firmes japonaises conçoivent des véhicules dont la fabrication nécessite seulement 55 % du personnel nécessaire à leurs concurrentes américaines pour fabriquer les leurs, pour une durée de 38 à 40 mois contre 48 à 52 mois dans les usines de Détroit. Cette productivité plus faible en nombre d'heures travaillées par produit provoquait un surcoût salarial de 500 à 1 000 dollars par véhicule.
Des investissements de plusieurs dizaines de milliards de dollars décidés par les firmes américaines (70 milliards par General Motors entre 1985 et 1990) se concentrent sur des travaux de recherche et développement destinés à trouver des solutions technologiques, alors que les problèmes étaient plutôt socio-organisationnels. Face à l'agilité caractéristique du « toyotisme » des usines japonaises, l'ancienneté et les lourdeurs administratives des usines automobiles américaines les rendent difficiles à réformer pour s'adapter, les rendant durablement désavantagées par la concurrence.

#### Causes économiques et sociales
Le déclin amorcé jusqu'à la mise en faillite de la ville en 2013 est inarrêtable pendant plus de 50 ans, nourrissant un cercle vicieux qui ne cesse de s'aggraver : le chômage des ouvriers licenciés de l'industrie automobile fait baisser les recettes fiscales, et accroît l'insécurité largement alimentée par la misère (vols et trafic de drogue). Par conséquent, la qualité des services publics (notamment l'éducation et les forces de l'ordre) baisse fortement avec la chute des recettes fiscales, et l'attractivité de la ville pour les investisseurs s'effondre avec la hausse de la criminalité.

#### Cause liées à l’urbanisme
L'organisation géographique et urbaniste de la ville de Détroit est aussi l'une des causes principales de son déclin.

Dans les années 1950, Détroit est la première ville des États-Unis à être concernée par les politiques de renouvellement urbain (Urban Renewal) mises en œuvre par le président Harry S. Truman en 1949 après le vote du Housing Act, pour moderniser les villes américaines et détruire les bidonvilles. Mais ces politiques urbanistes aggravent les tensions à Détroit en provoquant la destruction de quartiers pauvres sans plan de relogement suffisant et en coupant les banlieues du centre-ville par des routes de voies rapides, contribuant indirectement à la ségrégation sociale urbaine.

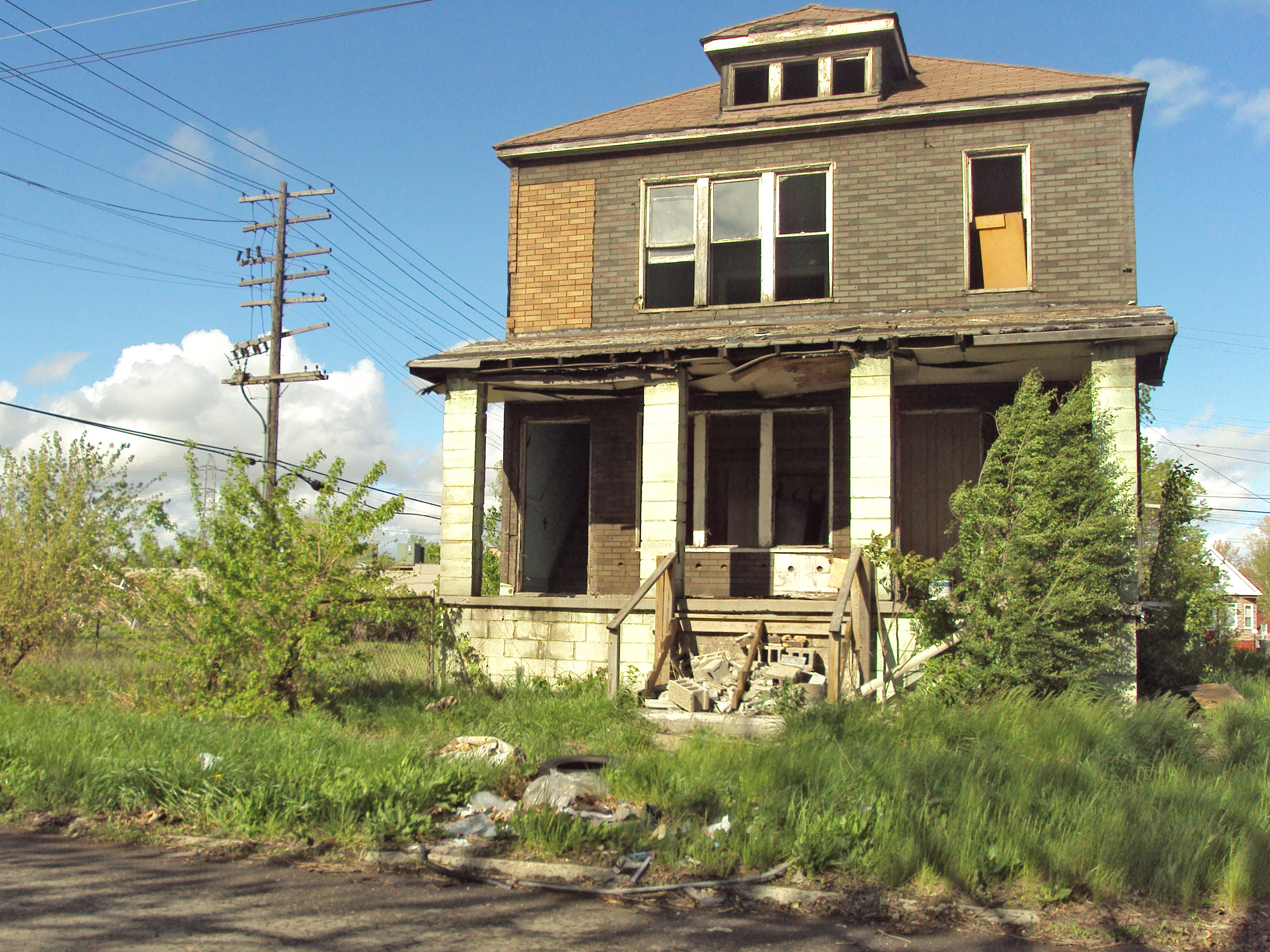
Maison abandonnée à Détroit en 2010.

En outre, Détroit a été construite de manière très étalée, car prévue, selon les concepts économiques du fordisme liant production de masse et consommation de masse, pour une population largement équipée de voitures. Or, ironiquement, dans la ville surnommée « Motor City », près d'un tiers des ménages n'ont pas de voiture au début des années 2000 en raison de la pauvreté. La taille trop étendue de la ville, et le manque de transports en commun en raison du manque de moyens financiers contribuent à isoler la population pauvre dans le centre-ville, tandis que les populations les plus aisées, essentiellement blanches, habitent dans les « suburbs ». Ces dernières, souvent « ségréguées », étaient inaccessibles aux travailleurs afro-américains, alors qu'elles attiraient de nombreuses entreprises. Dans la ville, l'abandon d'une grande quantité de maisons (environ un quart des logements, soit environ 67 000 avant la crise des subprimes) en raison du déclin démographique accentue cette forte baisse de la densité de population et l'isolement des différents quartiers.

#### Causes administratives
Pour l'urbaniste et sociologue de l’Université du Michigan Reynolds Farley, le manque de coopération entre les villes américaines notamment dans la mise en commun de ressources pour assurer les services publics comme l’éducation ou les transports a également participé au déclin de la ville. Celle-ci reposant quasiment exclusivement sur les impôts locaux pour fonctionner, ses finances et ses services publics se sont effondrés lorsque la croissance économique s'est arrêtée. Reynolds Farley relève également que les problèmes de Détroit étaient largement partagés par d'autres villes du Michigan elles aussi touchées par la désindustrialisation, et déplore le manque de concertation aussi bien entre elles, qu'avec les autorités fédérales.

### Conséquences

#### Conséquences démographiques
Cette crise économique et baisse de qualité de vie dans la ville provoque un exode important de ses habitants, avec une division par deux entre 1950 (1,85 million) et 2000 (900 000), et environ 700 000 en 2013, l'année de la mise en faillite de la ville. Les années suivantes, la population de Détroit continue de baisser, tombant à moins de 640 000 habitants en 2020, un siècle après avoir passé le « cap » du million d'habitants en 1920.
Outre la baisse de la population, c'est sa répartition qui varie fortement avec le déclin de la ville. Alors que les populations afro-américaines ont largement alimenté la croissance démographique de la ville lorsqu'elle était en développement, ce sont les populations blanches américaines qui sont les plus enclines à la quitter depuis qu'elle est en déclin, particulièrement avec les émeutes de 1967. À la fin des années 1960, il y a plus de Blancs américains qui habitent dans les banlieues de Détroit qu'en centre-ville. Le résultat est que les Afro-Américains sont majoritaires à plus de 80 %, mais depuis le début des années 2010, ce sont eux qui « alimentent » le plus les flux d'habitants qui quittent la ville. En 2016, la ville de Détroit sort officiellement du « top 20 » des villes américaines les plus peuplées, tandis que sa population ne pèse plus que 7 % de celle du Michigan, alors qu'elle en concentrait 29 % en 1950.

#### Conséquences sociales
Alors que la population blanche déserte peu à peu le centre-ville, la population restante composée par une part croissante d'Afro-Américains s’appauvrit, les Blancs américains restants étant essentiellement composés de personnes âgées et non de travailleurs. En 2009, le revenu annuel par habitant est deux fois moindre à Détroit qu’aux États-Unis, tandis que le nombre de personnes vivant sous le seuil de pauvreté est plus de deux fois plus élevé (32,5 % contre 13,3 %). Dans les années 1980, des cas de malnutrition, notamment de jeunes enfants sont signalés, alors que des associations se mobilisent pour venir en aide à la population en détresse économique en distribuant des denrées de première nécessité aux familles et aux écoles.
La désindustrialisation et le déclin démographique de la ville, dont une part croissante de la population restante est sans emploi (plus d'un résident sur deux), fait fortement chuter les recettes fiscales (salariales et foncières), provoquant d’importantes coupes budgétaires dans les finances publiques. Celles-ci ont pour conséquence une hausse de la criminalité, une régression dans l'éducation, et une détérioration des infrastructures dont la vétusté cause en décembre 2014 une panne massive d'électricité.

#### Impacts sur l’immobilier
La désertification de la ville de Détroit la fait être considérée par de plus en plus d'analystes comme une « ville fantôme », faisant allusion au nombre important de maisons et autres bâtiments (industriels, administratifs et commerciaux) abandonnés. Lors de sa faillite en 2013, Détroit compte 80 000 bâtiments délaissés. Les photographes Yves Marchand et Romain Meffre documentent pendant cinq années, à partir de 2005, les bâtiments ruinés ou à l'abandon, tant publics que privés.
L'un des plus connus, mais aussi désormais le plus emblématique du déclin de Détroit, est la gare centrale du Michigan, qui connectait la ville au reste du pays ainsi qu'au Canada pendant ses années de prospérité, mais désaffectée et inutilisée depuis 1988.

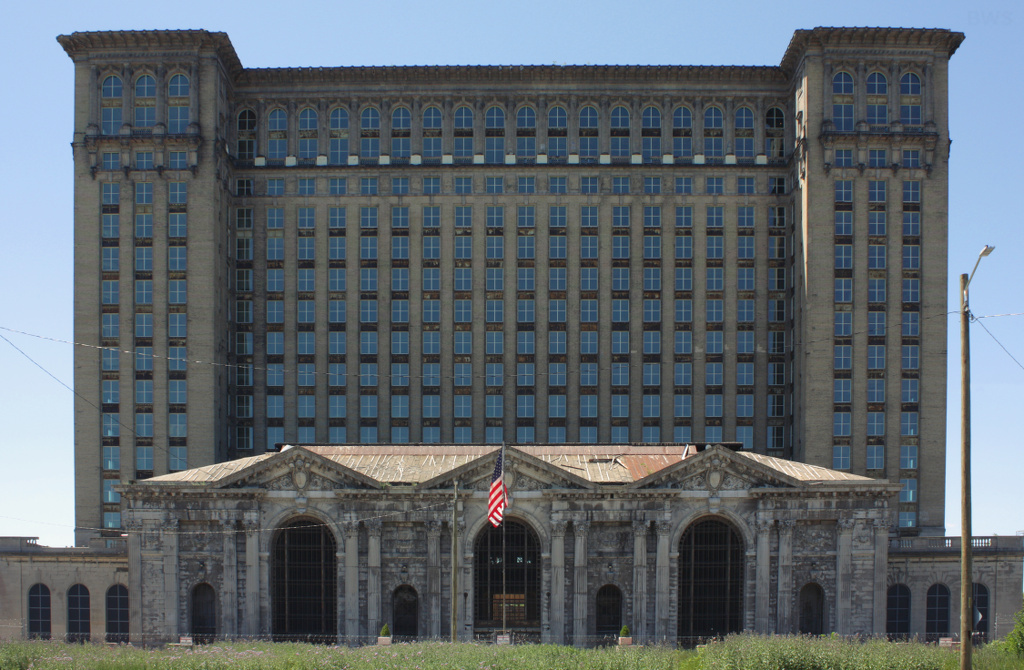
La gare centrale du Michigan abandonnée à Détroit en 2016.

Des cas de maisons mises en vente à des prix dérisoires sont médiatisés, pour des montants de 1 000 dollars voire quelques centaines, ou quelques dollars. Des conditions sont parfois ajoutées à la vente, comme l'engagement de l'acheteur à rénover le bien dans les six mois qui suivent l'achat, afin de faire bénéficier le quartier de la mise en vente à bas prix de ces maisons, dont l'état de délabrement fait anticiper une hausse du coût pour l'acheteur avec des travaux inclus.
Ces ventes de maisons à prix très bas ont été accélérées par la crise des subprimes qui a rendu un grand nombre de ménages américains insolvables, obligés de quitter leur habitation, n'ayant plus les moyens de rembourser leur crédit immobilier. Ainsi, lors de la faillite de la ville en 2013, moins de la moitié de ses habitants étaient propriétaires de leur logement, la plupart des acheteurs étant des investisseurs n'ayant pas l'intention de s'y installer.

#### Conséquences de la mise en faillite
En 2013, la mise en faillite de Détroit peut paradoxalement être considérée comme une issue positive au déclin. Cette situation juridique permet à la ville de se placer sous la protection de la loi américaine sur les faillites, puis de renégocier sa dette ; son remboursement se verrait être étalé dans le temps et cette dernière pourrait même être en partie annulée. Toutefois, l'annulation de la créance dans sa totalité ne permettrait pas de résoudre les problèmes structurels de l'économie de la ville ayant causé sa faillite. Une annulation complète n'est, de toutes façons, pas envisageable : la dette de Détroit est en majorité détenue par des fonds de pension américains qui y placent l'épargne de simples citoyens ; ces derniers, dont certains ont investi pour leur retraite, se retrouveraient ruinés. 

#### Ouvrages
- Gérald Billard, Jacques Chevalier et François Madoré, Ville fermée, ville surveillée, 2005, 235 p. (lire en ligne), p. 45 à 61.
- Yves Marchand et Romain Meffre (préf. Robert Polidori), Détroit, vestiges du rêve américain, Göttingen, Steidl, 2010, 227 p. (ISBN 9783869300658).

#### Articles scientifiques et académiques
- Jean-Pierre Durand, « Détroit : un déclin inéluctable ? », jean-pierredurand.com,‎ 1993, p. 4 (lire en ligne).
- Thomas J. Sugrue, Université du Michigan, « From Motor City to Motor Metropolis: How the Automobile Industry Reshaped Urban America », Automobile in American Life and Society,‎ 2004 (lire en ligne).
- Allan Popelard, « Détroit, catastrophe du rêve », Hérodote,‎ 2009 (lire en ligne).

#### Presse et vulgarisation
- Nicolas Beau, « Le déclin de Detroit capitale américaine de l'automobile », Le Monde,‎ 13 septembre 1982 (lire en ligne).
- Denis Fainsilber, « Henry Ford ou l'automobile à la portée de tous », Les Echos,‎ 13 juin 2003 (lire en ligne).
- Maxime Amiot, « Le salon de Detroit célèbre le durable rebond du marche automobile américain », Les Echos,‎ 14 janvier 2013 (lire en ligne).
- « Détroit : soixante ans de déclin, et une faillite », Le Devoir,‎ 20 juillet 2013 (lire en ligne).
- Sylvain Fontan, « La faillite de Détroit : triomphe et déclin (I) », Les Echos,‎ 31 juillet 2013 (lire en ligne).
- Sylvain Fontan, « La faillite de Détroit : triomphe et déclin (II) », Les Echos,‎ 31 juillet 2013 (lire en ligne).
- Tristan Gaston-Breton, « Et Detroit devint le royaume de l'automobile », Les Echos,‎ 2 août 2013 (lire en ligne).
- Christine MacDonald, « Detroit population rank is lowest since 1850 », The Detroit News,‎ 19 mai 2016 (lire en ligne).
- Anne Corpet, « États-Unis: la renaissance de Detroit », RFI,‎ 18 septembre 2018 (lire en ligne).
- Sybille Aoudjhane, « Detroit, vers le renouveau de la Motor City », Usine Nouvelle,‎ 12 décembre 2018 (lire en ligne).
- Arthur Le Denn, « General Motors va investir 2,2 milliards de dollars dans un site de production de véhicules électriques autonomes », Usine Digitale,‎ 28 janvier 2020 (lire en ligne).
- Kim Kozlowski, « Detroit's 70-year population decline continues; Duggan says city was undercounted », The Detroit News,‎ 12 août 2021 (lire en ligne).